# Papatrigo
Papatrigo ist ein zentralspanischer Ort und eine Gemeinde (Municipio) mit 219 Einwohnern (Stand: 2024) in der Provinz Ávila in der Autonomen Region Kastilien-León.

## Lage und Klima
Papatrigo liegt auf der Südseite der Sierra de Gredos in der Provinz Ávila in einer Höhe von ca. 890 m. 
Die Entfernung nach Ávila beträgt knapp 23 km (Fahrtstrecke) in südsüdöstlicher Richtung. Das Klima ist gemäßigt bis warm; Regen (ca. 532 mm/Jahr) fällt mit Ausnahme der trockenen Sommermonate übers Jahr verteilt.

## Bevölkerungsentwicklung
| Jahr      | 1970 | 1981 | 1991 | 2001 | 2011 | 2021 |
| Einwohner | 538  | 453  | 384  | 316  | 263  | 225  |

## Sehenswürdigkeiten

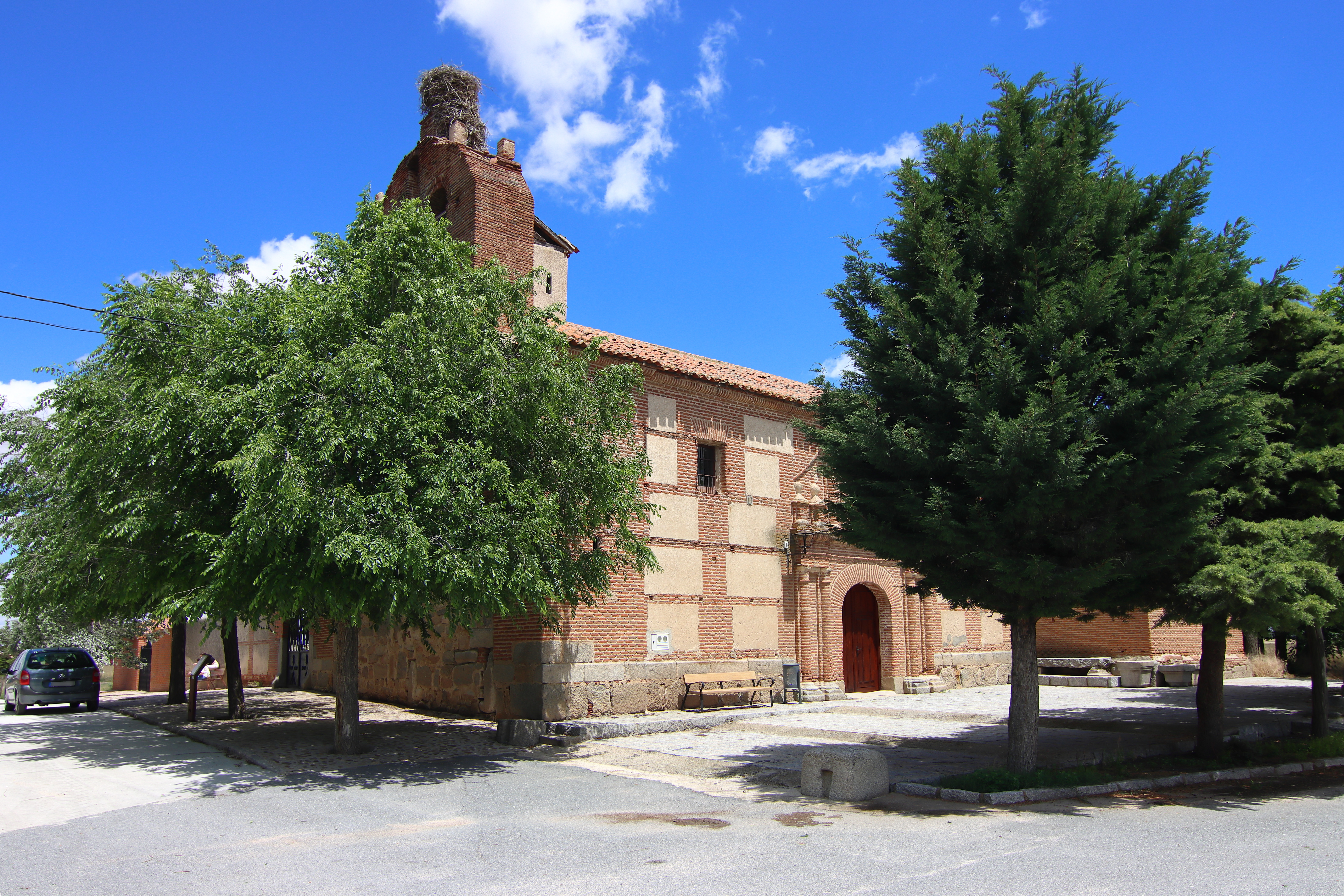
Thomaskirche
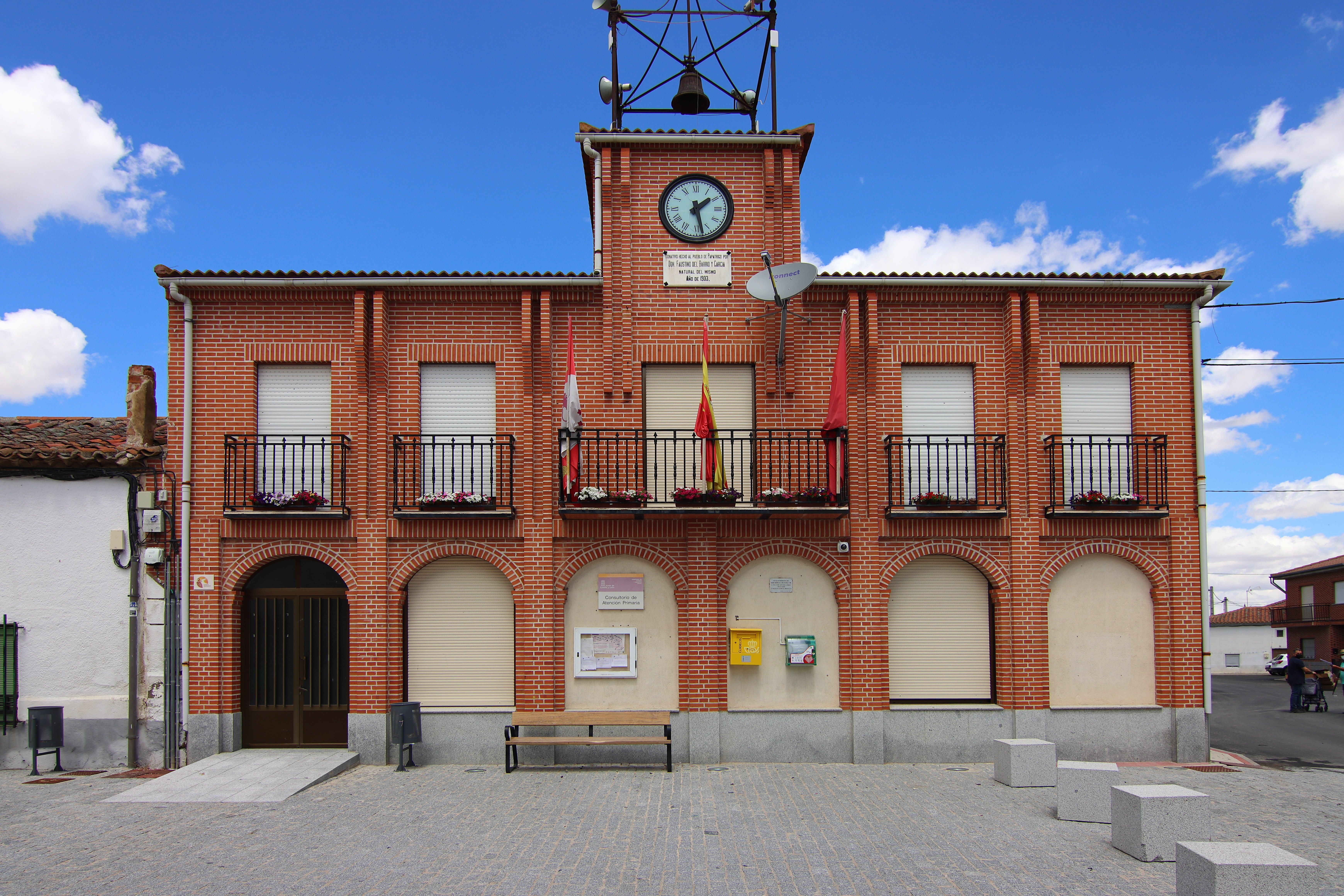
Rathaus

- Thomaskirche
- Rathaus

## Persönlichkeiten
- Carlos López Hernández (* 1945), römisch-katholischer Geistlicher, Bischof von Plasencia (1994–2003) und Salamanca (2003–2021)